# Saucisse aux choux
La saucisse aux choux est une spécialité du Canton de Vaud en Suisse. C'est un produit de charcuterie cru fumé à maturation interrompue, préparé exclusivement à base de viande de porc, de couennes cuites, de foie de porc et de choux blanchis. Consommée cuite, la saucisse est conditionnée exclusivement dans un boyau naturel de bœuf d’un diamètre de 38 à 44 mm et son poids est compris entre 300 et 400 g. Sa couleur est brun doré. 
Elle est le plus souvent accompagnée par le papet vaudois, plat vaudois traditionnel, composé d'une papette de poireau et pommes de terre.
Pour pouvoir bénéficier de l'indication géographique protégée, chaque lot a préalablement passé des contrôles rigoureux attestant qu’il bénéficie de la qualité exigée et de la typicité relatives aux appellations Saucisson vaudois IGP et Saucisse aux choux vaudoise IGP.
Elle est appelée « frâche » à la vallée de Joux.
Une légende fait remonter l'invention de la saucisse aux choux au IXe siècle. Cette recette n'est en réalité pas attestée avant le XVIIIe siècle. C'est sans doute la rareté et le prix élevé de la viande qui peuvent expliquer la création de cette spécialité : l'ajout de chou permettait d'économiser la viande.